# Maria Pasquinelli
Maria Pasquinelli (Firenze, 16 marzo 1913 – Bergamo, 3 luglio 2013) è stata un'attivista italiana.
Aderente al Partito Fascista Repubblicano, è nota per aver ucciso, il 10 febbraio 1947, il generale Robert de Winton, massima autorità alleata nella città di Pola, come atto di protesta per l'assegnazione della città alla Jugoslavia.

## Biografia
Nata a Firenze il 16 marzo 1913, la Pasquinelli si diplomò maestra elementare e successivamente si laureò in pedagogia a Bergamo. Iscrittasi nel 1933 al Partito Nazionale Fascista, frequentò la scuola di mistica fascista.

### La guerra
Nel 1940 si arruolò volontaria crocerossina al seguito delle truppe italiane in Libia. Nel novembre 1941 lasciò l'ospedale di El Abiar (a 40 km da Bengasi), dove prestava servizio, per raggiungere la prima linea travestita da soldato con la testa rasata e documenti falsi; scoperta, fu riconsegnata ai suoi superiori e rimpatriata in Italia. Nel gennaio 1942 chiese di essere inviata come insegnante in Dalmazia e per qualche tempo insegnò l'italiano a Spalato, annessa all'Italia nel 1941 a seguito dell'occupazione italo-tedesca della Jugoslavia e incorporata nel Governatorato di Dalmazia.

#### L'attività in Istria e Dalmazia
Dopo l'armistizio di Cassibile, il 12 settembre 1943 Spalato fu presa dai partigiani jugoslavi che disarmarono la Divisione Bergamo. Parte dei militari italiani costituì il battaglione Garibaldi che fu impiegato contro i tedeschi a Glis. Nel contempo numerosi soldati e civili italiani furono imprigionati dai partigiani jugoslavi, altri furono uccisi, nell'indifferenza del generale italiano Emilio Becuzzi, tra i quali il provveditore agli studi Giovanni Soglian di cui la Pasquinelli era la segretaria, e diversi insegnanti. La stessa Pasquinelli fu imprigionata dai partigiani comunisti jugoslavi e condannata a morte, finché fu liberata dalle avanguardie tedesche che occuparono la città il 27 settembre. A Spalato aiutò a recuperare da una fossa comune le salme di 106 civili italiani e militari della "Bergamo" uccisi durante il periodo in cui la città era stata occupata dai partigiani jugoslavi e documentò le uccisioni di italiani compiute in Dalmazia ed Istria dai titini. Minacciata di morte dai comunisti, ma temendo anche gli ustascia, su consiglio di amici abbandonò la città rifugiandosi a Trieste il 1º novembre 1943.
A Trieste collaborò con il "Comitato Profughi Dalmati" subissando di memoriali e di denunce le autorità della RSI. Si trasferì poi a Milano, dove riprese il lavoro di maestra ed entrò in contatto con il principe Junio Valerio Borghese, comandante della Xª Flottiglia MAS, cui consegnò copia della sua documentazione "Italiani e Slavi nella Venezia Giulia" in cui ipotizzò un'unione di tutte le forze militari presenti sul confine orientale in chiave anticomunista per opporsi all'avanzata titina. Decise poi di far ritorno a Trieste per portare aiuto ai profughi.
Inviata sotto copertura dalla Xª Flottiglia MAS con l'appoggio del Comando Mezzi d'Assalto Alto Adriatico, cercò di stabilire contatti con i partigiani della "Franchi" legati ad Edgardo Sogno, nella speranza che facessero pervenire la documentazione fino al momento preparata al governo del Sud, e con quelli delle "Brigate Osoppo" col proposito di costituire un blocco per la difesa dell'italianità al confine orientale. La Pasquinelli riuscì a contattare la Osoppo e un unico incontro, cui prese parte il capitano Manlio Morelli del battaglione "Valanga" della Xª MAS, avvenne in data 1º gennaio 1945.
Il 2 marzo 1945, decisa a raccogliere ulteriore materiale riguardo alle uccisioni di italiani in Istria, si recò in viaggio a Pisino, Parenzo e Pola. Nella sua attività fu aiutata sia dalle federazioni fasciste locali sia da alcuni responsabili del CLN, dal quale il PCI si era da tempo ritirato ponendo le proprie formazioni militari (Brigate Garibaldi) agli ordini del IX Corpus sloveno.
Rientrata a Trieste, essendo ricercata sia dall'OZNA, la polizia segreta jugoslava, per la sua attività in Istria, sia dalla polizia tedesca per "ambigui contatti con il governo del Sud", fu nascosta dal capitano di corvetta Aldo Lenzi della Xª Flottiglia MAS, ma scoperta fu arrestata dalla Luftwaffe il 15 marzo. Fu liberata l'11 aprile per intervento personale di Junio Valerio Borghese. Sempre ricercata dall'OZNA, riparò a Milano presso il comando della Xª Flottiglia MAS, dove rimase fino al 26 aprile assistendo allo scioglimento del reparto.

### L'uccisione del generale De Winton
La mattina del 10 febbraio 1947 il brigadiere generale Robert de Winton, comandante della guarnigione britannica di Pola, lasciò il suo alloggio. In quelle stesse ore a Parigi era in corso la firma del trattato di pace che assegnava la città di Pola (annessa all'Italia nel 1918) alla Jugoslavia.
Il passaggio di poteri sulla città di Pola avrebbe avuto luogo in concomitanza con la firma del trattato di pace. Per l'occasione, la guarnigione britannica era stata schierata davanti alla sede del comando ed il generale De Winton fu invitato a passarla in rassegna. De Winton, arrivato in macchina, stava avanzando verso il reparto schierato quando, dalla piccola folla presente, si staccò la Pasquinelli e, dirigendosi verso il generale, estrasse la pistola che nascondeva in una delle maniche del cappotto e gli sparò tre colpi di pistola nella schiena. Poi lasciò cadere la pistola a terra e si lasciò arrestare da uno dei soldati britannici.
In tasca alla Pasquinelli venne trovato un biglietto di rivendicazione, nel quale si leggeva:
(Dal biglietto trovato indosso alla Pasquinelli)

### Il processo e il carcere

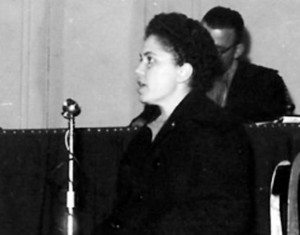
Maria Pasquinelli durante il processo

Il 19 marzo 1947 ebbe inizio il processo contro la Pasquinelli, davanti alla Corte Militare Alleata di Trieste. L'imputata si dichiarò colpevole dei fatti addebitatigli e spiegò le ragioni che l'avevano indotta a compiere l'attentato. Il 10 aprile la Corte alleata pronunciò la sentenza di condanna a morte. All'invito rivoltole dalla Corte ad appellarsi entro trenta giorni, la Pasquinelli rispose:
(Maria Pasquinelli dopo la lettura della sentenza)
Il giorno seguente Trieste fu inondata di manifestini tricolori sui quali era scritto:
(Scritto sui manifestini comparsi a Trieste)

L'Associated Press, tramite l'inviato Michael Goldsmith, si espresse così: 
La condanna a morte fu poi commutata in ergastolo dal comando alleato, da scontare in Italia. Dopo 17 anni chiese e ottenne la grazia presidenziale, tornando libera nel 1964.

### Dopo la scarcerazione
Tornata in libertà, andò a vivere a Bergamo con la sorella. Nel 2011, rilasciò brevi interviste alla giornalista Rosanna Turcinovich Giuricin. Nel 2008 il cantante DDT, all'interno dell'album Non puoi farci niente ha creato una canzone dal titolo Maria che ha come protagonista Maria Pasquinelli. La canzone rende omaggio alla Pasquinelli e al suo gesto eroico; tuttavia, non si sa se la Pasquinelli stessa l'abbia mai ascoltata. Maria Pasquinelli è morta a Bergamo, nella sua casa, il 3 luglio 2013, tre mesi dopo il suo centesimo compleanno.

### Periodici
- Nino B. Lo Martire, L'audace inutile gesto di Maria Pasquinelli, in Il Nastro Azzurro, n. 1, Roma, Istituto Nazionale del Nastro azzurro, gennaio-febbraio 2009,  p. 20.